# Atherigona miliaceae
Atherigona miliaceae är en tvåvingeart som beskrevs av Malloch 1925. Atherigona miliaceae ingår i släktet Atherigona och familjen husflugor. Inga underarter finns listade i Catalogue of Life.